# A Night to Remember: Pop Meets Classic
Sarah Connor Live in Concert – A Night to Remember: Pop Meets Classic to pierwszy koncert DVD nagrany przez niemiecką wokalistkę pop, R&B i soul, Sarah Connor. Występ na żywo został wykonany dnia 24 stycznia 2003 w Altes Kesselhaus w Düsseldorfie (Niemcy).
Recital składa się z trzech części. Pierwsze pięć piosenek to część pierwsza. Na niej umieszczone są utwory klasyczne. Kolejna, druga część to cztery piosenki pop, taneczne i rytmiczne. Trzecia, finalna część to covery znanych przebojów w wykonaniu Sarah Connor takich jak: „Summertime” czy „I Say a Little Prayer”. Koncert kończą największe przeboje artystki „From Sarah with Love” oraz „One Nite Stand”. Wszystkie utwory, które wokalistka wykonuje na scenie pochodzą z jej debiutanckiego albumu „Green Eyed Soul” (2001) oraz drugiego, studyjnego „Unbelievable” (2002).
DVD posiada również bonusy: utworowe (piosenka zespołu The Beatles „Yesterday”, dwie specjalne wersje utworów), filmowe (Making Of...), galerię, specjalne linki do stron internetowych, wywiad z artystką, ucinki utworów z albumów wokalistki. Płyta oferuje również angielskie napisy (pomiędzy utworami, Connor mówi w języku niemieckim).

## Lista utworów

### Część ballad
1. Overture
2. That's the Way I Am
3. He’s Unbelievable
4. Beautiful
5. Where Did U Sleep Last Night?
6. Skin on Skin

### Część Pop/R&B
1. Bounce
2. In My House
3. If U Were My Man
4. Let’s Get Back to Bed – Boy!

### Część coverów
1. Get Here
2. I Say a Little Prayer
3. (You Make Me Feel Like) A Natural Woman
4. Summertime

### Część finalna
1. From Sarah with Love
2. One Nite Stand
3. Yesterday (Utwór bonusowy)

## Pozycje na listach
| Lista sprzedaży  | Najwyższa pozycja |
| ---------------- | ----------------- |
| Niemcy DVD Chart | 56                |